# Griveta boscana
La griveta boscana (Hylocichla mustelina) és una espècie d'ocell de la família dels túrdids (Turdidae) i única espècie del gènere Hylocichla. Habita boscos del sud-est del Canadà i la meitat oriental dels Estats Units, passant l'hivern al sud de Mèxic i Amèrica Central.